# حد أدنى للسعر

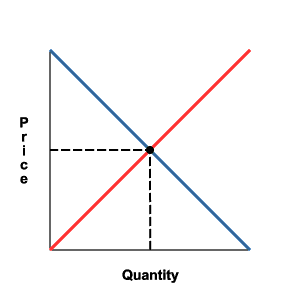

الحد الأدنى للسعر (بالإنجليزية: Price floor)‏، هو التحكم في الأسعار التي تفرضها الحكومة أو المجموعة أو الحد من مدى انخفاض السعر الذي يمكن فرضه على المنتج. بمعنى هو الحد الأدنى المفروض على سعر المنتجات بموجب قانون مراقبة الأسعار.

## روابط خارجية
- Rockoff، Hugh (2008). "Price Controls". في ديفيد ر. هندرسون (ed.) (المحرر). Concise Encyclopedia of Economics (ط. 2nd). Indianapolis: Library of Economics and Liberty. ISBN:978-0865976658. OCLC:237794267. مؤرشف من الأصل في 2019-10-11. {{استشهاد بموسوعة}}: |محرر= باسم عام (مساعدة)